# Jane Kenyon
Jane Kenyon (n. 23 mai 1947, Ann Arbor, Michigan, SUA – d. 22 aprilie 1995, Wilmot⁠(d), New Hampshire, SUA) a fost o poetă americană. Ea a avut și o activitate susținută de traducătoare.